# Тайга півдня Гудзонової затоки

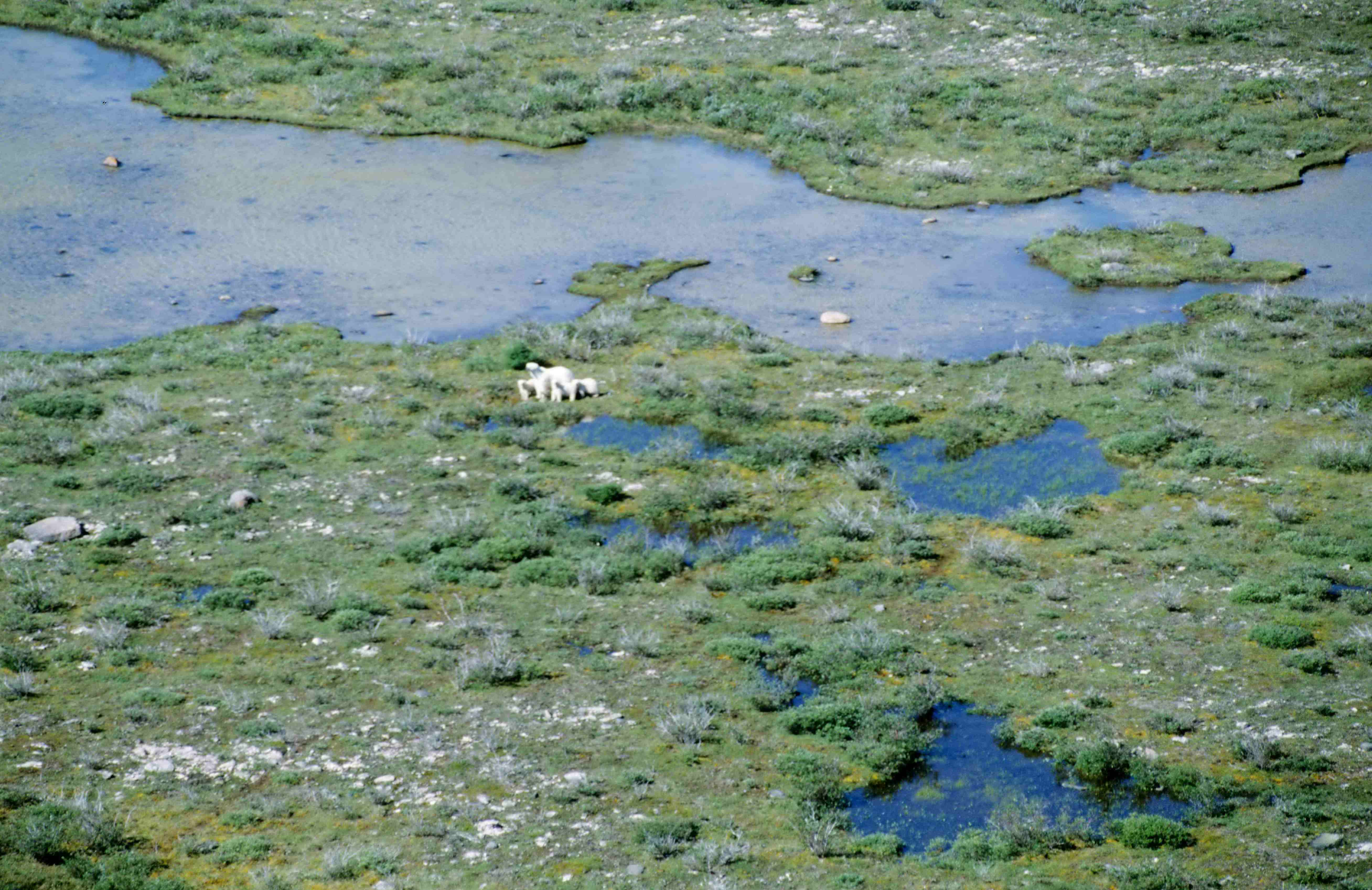
Білі ведмеді в тундрі (Національний парк Вапуск)

Тайга півдня Гудзонової затоки (ідентифікатор WWF: NA0616) — неарктичний екорегіон тайги, згідно з класифікацією Всесвітнього фонду дикої природи, який простягається вздовж південного узбережжя Гудзонової затоки в Канаді. Територія екорегіону майже повністю збігається з територією Гудзонової рівнини, північноамериканської екозони, згідно з класифікацією Комісії з екологічного співробітництва (КEC), викладеної у Північноамериканському екологічному атласі.

## Географія
Екорегіон тайги півдня Гудзонової затоки охоплює південне та західне узбережжя затоки Джеймс та Гудзонової затоки, які є частиною Північного Льодвитого океану. Майже 83 % території екорегіону припадає на північну частину провінції Онтаріо, а решта — на прилеглі райони північно-східної Манітоби та північно-західного Квебеку. Крім того, екорегіон охоплює острови затоки Джеймс, найбільшим з яких є острів Акіміскі, що перебувають під управлінням Нунавуту.
Рельєф регіону представлений Гудзонською низовиною, широкою заболоченою рівниною, середня висота якої становить близько 100 м над рівнем моря. Гудзонська низовина є затиснутою між стародавнім Канадським щитом та узбережжям Гудзонової затоки. Вздовж узбережжя затоки підіймаються невисокі пагорби Саттон-Ріджс, північне відгалуження Канадського щита. З геологічної точки зору основу регіону складають палеозойські вапняки та інші осадові породи. Ґрунти регіону представлені насиченими вологою гістосолями та глейсолями.
Серед річок, що протікають територією екорегіону, слід відзначити Нельсон та Маттаґамі. Більше половини території регіону займають торфові болота, які є одними з найбільших у світі та найбільшими в Північній Америці. В часи останнього льодовикового періоду територія екорегіону була вкрита льодовиковим щитом, який залишив тут численні озера та льодовикові форми рельєфу. Швидкість післяльодовикового відскоку (підйому поверхні суші після відступу важких льодовикових щитів) у цьому регіоні є найвищою в Північній Америці та однією з найвищих у світі. За століття поверхня регіону підіймається на 1,2 м, і очікується, що це підняття буде тривати протягом тисяч років. Враховуючи рівнинний рельєф, післяльодовиковий відскок призводить до формування на морському узбережжі поясу пляжів приблизно 1-2 км завширшки. Також в прибережних районах регіону зустрічаються численні вати та марші.
На північному заході екорегіон переходить у тайгу півночі Канадського щита, на заході — у ліси середнього заходу Канадського щита, на півдні — у ліси центральних районів Канадського щита, а на сході — у тайгу сходу Канадського щита.

## Клімат
В межах екорегіону переважає субарктичний клімат (Dfc за класифікацією кліматів Кеппена), який перебуває під значним впливом холодних повітряних мас, що надходять з Гудзонової затоки та Арктики. Літо коротке і прохолодне, а зима довга і холодна. Середньорічна температура в екорегіоні коливається від -5 °C до -2 °C, середня зимова температура — від -19 °C до -16 °C, а середня літня температура — від 10,5 °C до 11,5 °C. Середньорічна кількість опадів в екорегіоні коливається від 400 мм на крайній півночі до 700-800 мм на крайньому сході. Загалом середньорічна кількість опадів на більшій частині Гудзонської низовини становить 500-700 мм. Багаторічна мерзлота на півночі регіону залягає суцільним шаром, а на півдні трапляється спорадично.

## Флора
Північна частина екорегіону є майже безлісою і представлена мозаїкою прибережних водно-болотних угідь та внутрішніх торфових боліт, натомість на півдні регіону поширені відносно густі та високі бореальні ліси. На болотах регіону домінує сфагнум (Sphagnum spp.) та карликові чагарники чорної водянки (Empetrum nigrum) і лохини (Vaccinium uliginosum). Подекуди на них зустрічаються розріджені насадження вільхи (Alnus spp.), верби (Salix spp.), чорної ялини (Picea mariana) та американської модрини (Larix laricina). На погано дренованих ділянках утворюється щільних шар з осок, мохів та лишайників.
На природних дамбах уздовж річок у внутрішній частині регіону, де ґрунти краще дреновані, зустрічаються відносно високі та густі насадження сизої ялини (Picea glauca) та бальзамистої тополі (Populus balsamifera). Серед дерев, що складають основу тайги регіону, слід відзначити чорну ялину (Picea mariana), сизу ялину (Picea glauca), бальзамисту ялицю (Abies balsamea), паперову березу (Betula papyrifera), американську осику (Populus tremuloides) та західну тую (Thuja occidentalis). Загалом в екорегіоні зустрічається близько 1180 видів рослин, жоден з яких не є ендемічним. Флористичному різноманіттю регіону сприяє його перехідний характер від тундри і лісотундри на півночі до тайги на півдні.

## Фауна
В межах екорегіону зустрічається 45 видів ссавців та 160 видів птахів. Серед поширених в екорегіоні ссавців слід відзначити тундрового карибу (Rangifer tarandus groenlandicus), гудзонського вовка (Canis lupus hudsonicus), звичайну лисицю (Vulpes vulpes), канадську рись (Lynx canadensis), звичайну росомаху (Gulo gulo), американську куницю (Martes americana), американського горностая (Mustela richardsonii), смугастого скунса (Mephitis mephitis), американського зайця (Lepus americanus), північну літягу (Glaucomys sabrinus), червону вивірку (Tamiasciurus hudsonicus) та канадського голкошерста (Erethizon dorsatum). На берегах річок та озер поширені канадські бобри (Castor canadensis), канадські видри (Lontra canadensis), річкові візони (Neogale vison) та болотяні ондатри (Ondatra zibethicus). В тайзі на півдні регіону зустрічаються звичайні лосі (Alces alces) та барибали (Ursus americanus), а в тундрі на узбережжі Гудзонової затоки — песці (Vulpes lagopus) та найпівденніші популяції білих ведмедів (Ursus maritimus) у світі. Також поблизу берегів Гудзонової затоки зустрічаються звичайні тюлені (Phoca vitulina), бородаті лахтаки (Erignathus barbatus), кільчасті нерпи (Pusa hispida) та білухи (Delphinapterus leucas). 
Водно-болотні угіддя екорегіону забезпечують важливе середовище існування для багатьох гніздових та мігруючих водоплавних та коловодних птахів, зокрема для білих гусок (Anser caerulescens), гусок Росса (Anser rossii), канадських казарок (Branta canadensis), чорних казарок (Branta bernicla), чорнодзьобих лебедів (Cygnus columbianus), американських крижнів (Anas rubripes), горбатодзьобих пухівок (Somateria spectabilis), канадських грициків  (Limosa haemastica), канадських журавлів (Antigone canadensis) та жовтих погоничів-пігмеїв (Coturnicops noveboracensis). Серед інших птахів, що зустрічаються в регіоні, слід відзначити білу куріпку (Lagopus lagopus), тундрову куріпку (Lagopus muta), канадську дикушу (Canachites canadensis), сапсана (Falco peregrinus), кречета (Falco rusticolus), зимняка (Buteo lagopus), білу сову (Bubo scandiacus), віргінського пугача (Bubo virginianus), звичайного крука (Corvus corax), північного сорокопуда (Lanius borealis), вільхового піві-малюка (Empidonax alnorum), канадську гаїчку (Poecile hudsonicus), блідого багоновця (Passerculus sandwichensis), болотяну пасовку (Melospiza georgiana), північного трупіальця (Euphagus carolinus), світлобрового червоїда (Leiothlypis peregrina) та звичайну чечітку (Acanthis flammea).

## Збереження
Оцінка 2017 року показала, що 41 395 км², або 11 % екорегіону, є заповідними територіями. Природоохоронні території включають: Національний парк Вапуск, Провінційний парк полярного ведмедя та Заповідник Джог-Лейк.